# Patrick Koller
Patrick Koller (ur. 16 października 1983) – austriacki narciarz, specjalista narciarstwa dowolnego. Zajął 30. miejsce w skicrossie na igrzyskach olimpijskich w Vancouver. Zajął także 7. miejsce w tej samej konkurencji na mistrzostwach świata w Inawashiro. Najlepsze wyniki w Pucharze Świata osiągnął w sezonie 2008/2009, kiedy to zajął 32. miejsce w klasyfikacji generalnej, a w klasyfikacji skicrossu był dziesiąty.

## Sukcesy

### Igrzyska olimpijskie
| Miejsce | Dzień     | Rok  | Miejscowość | Konkurencja | Zwycięzca      |
| ------- | --------- | ---- | ----------- | ----------- | -------------- |
| 30.     | 21 lutego | 2010 | Vancouver   | Skicross    | Michael Schmid |

### Mistrzostwa świata
| Miejsce | Dzień   | Rok  | Miejscowość | Konkurencja | Zwycięzca    |
| ------- | ------- | ---- | ----------- | ----------- | ------------ |
| 7.      | 2 marca | 2009 | Inawashiro  | Skicross    | Andreas Matt |

### Puchar Świata

#### Miejsca w klasyfikacji generalnej
- 2006/2007 – 166.
- 2007/2008 – 104.
- 2008/2009 – 32.
- 2009/2010 – 65.
- 2010/2011 –

#### Miejsca na podium
1. Lake Placid – 19 stycznia 2009 (Skicross) – 2. miejsce
2. Blue Mountain – 20 stycznia 2010 (Skicross) – 3. miejsce
3. L’Alpe d’Huez – 12 stycznia 2011 (Skicross) – 3. miejsce
4. Grasgehren – 29 stycznia 2011 (Skicross) – 2. miejsce

- W sumie 2 drugie i 2 trzecie miejsce.